# (2772) Dugan
(2772) Dugan (1979 XE) – planetoida z grupy pasa głównego asteroid okrążająca Słońce w ciągu 3 lat i 190 dni w średniej odległości 2,31 j.a. Została odkryta 14 grudnia 1979 roku w Lowell Observatory (Anderson Mesa Station) przez Edwarda Bowella. Nazwa planetoidy pochodzi od Raymonda Dugana, amerykańskiego astronoma, odkrywcy 16 asteroid.